# Iñaki Williams
Iñaki Williams (Bilbao, 1994. június 15. –) ghánai válogatott labdarúgó, a baszk Athletic Bilbao csatárja.
Bilbaóban született, de apja ghánai és vizcayai származású, míg anyja libériai.
Pamplonában kezdett el focizni, innen igazolt a Athletic Bilbaohoz.

## Pályafutása

### CD Basconia
Wiliams a 2013–14-es szezonban a spanyol Tercera Divisiónban játszott a CD Baskonia színeiben. 18 mérkőzésen 7 gólt szerzett.

### Atletic Bilbao
2014–15 elején mesterhármast rúgott az SD Amorebieta ellen, így 4–0-ra nyertek. Nem állt le ezután sem: az SD Leioának szintén mesterhármast rúgott. Annak ellenére, hogy csak a szezon első felében játszott, 18 meccsen 13 góllal segített a csapatnak a Segunda Divisiónig felemelkedni. Élvonalbeli debütálásán 0–1-re kikaptak a Córdoba CF-től. Február 19-én történelmi gólt lőtt: betalált a Torino FC ellen vívott 2–2-es Európa-liga-mérkőzésen. Ezzel ő lett a klub történelmének első fekete játékosa, aki gólt szerzett nemzetközi kupameccsen. 2015. május 17-én megszerezte első gólját az élvonalban. Később a Camp Nouban a FC Barcelona ellen ő  szerezte a szépítőgólt a 3–1-es meccsen.
2016. január végén, miután az Arsenal, a Liverpool és a Manchester City szerette volna leszerződtetni, Williams beleegyezett, hogy szerződését 2021-ig meghosszabbíthatja. Az ügylet 50 millió eurós vételi kikötést tartalmazott.
2017. május 21-én gólt szerzett az Atlético de Madrid stadionjának búcsúztatóján. A Vicente Calderón Stadionban a 71. percben szerezte a szépítő találatot. 2019. augusztus 12-én meghosszabbította szerződését, amely 2028. június 30-ig lett érvényes és a kivásárlási ára 135 millió euró lett.

### Válogatott
2015. március 20-án Williams megkapta első nemzetközi meghívását Albert Albert Celades spanyolországi 21-es évadbeli csapatához a Norvégiával és Fehéroroszországgal folytatott barátságos mérkőzésekre.
Williams egyike volt a 11 stand-by játékosnak Vicente del Bosque spanyol csapatában a 2016-os labdarúgó-Európa-bajnokságon.

## Statisztika
2021. január 17-én frissítve
| Klub             | Szezon           | Bajnokság          | Bajnokság       | Bajnokság | Kupa            | Kupa  | Európai         | Európai | Egyéb           | Egyéb | Összesen        | Összesen |
| Klub             | Szezon           | Bajnokság          | Pályára lépések | Gólok     | Pályára lépések | Gólok | Pályára lépések | Gólok   | Pályára lépések | Gólok | Pályára lépések | Gólok    |
| ---------------- | ---------------- | ------------------ | --------------- | --------- | --------------- | ----- | --------------- | ------- | --------------- | ----- | --------------- | -------- |
| Basconia         | 2013–14          | Tercera División   | 18              | 7         | —               | —     | —               | —       | —               | —     | 18              | 7        |
| Basconia         | Összesen         | Összesen           | 18              | 7         | 0               | 0     | 0               | 0       | 0               | 0     | 18              | 7        |
| Athletic Club B  | 2013–2014        | Segunda División B | 14              | 8         | —               | —     | —               | —       | —               | —     | 14              | 8        |
| Athletic Club B  | 2014–2015        | Segunda División B | 18              | 13        | —               | —     | —               | —       | —               | —     | 18              | 13       |
| Athletic Club B  | Összesen         | Összesen           | 32              | 21        | 0               | 0     | 0               | 0       | 0               | 0     | 32              | 21       |
| Athletic Bilbao  | 2014–2015        | La Liga            | 19              | 1         | 4               | 1     | 2               | 1       | —               | —     | 25              | 3        |
| Athletic Bilbao  | 2015–16          | La Liga            | 25              | 8         | 5               | 3     | 7               | 2       | 0               | 0     | 37              | 13       |
| Athletic Bilbao  | 2016–17          | La Liga            | 38              | 5         | 3               | 2     | 8               | 1       | —               | —     | 49              | 8        |
| Athletic Bilbao  | 2017–18          | La Liga            | 38              | 7         | 1               | 0     | 13              | 3       | —               | —     | 52              | 10       |
| Athletic Bilbao  | 2018–19          | La Liga            | 38              | 12        | 3               | 2     | —               | —       | —               | —     | 41              | 14       |
| Athletic Bilbao  | 2019–20          | La Liga            | 38              | 6         | 7               | 3     | —               | —       | —               | —     | 45              | 9        |
| Athletic Bilbao  | 2020–21          | La Liga            | 18              | 4         | 0               | 0     | —               | —       | 2               | 1     | 20              | 5        |
| Athletic Bilbao  | Összesen         | Összesen           | 214             | 43        | 23              | 11    | 30              | 7       | 2               | 1     | 269             | 62       |
| Karrier összesen | Karrier összesen | Karrier összesen   | 264             | 71        | 23              | 11    | 30              | 7       | 2               | 1     | 319             | 90       |

## Sikerei, díjai
- Athletic Bilbao
  - Spanyol szuperkupa: 2020–21